# 혼코마고메역
혼코마고메역(일본어: 本駒込駅、ほんこまごめえき)
(영어: Hon-komagome Station)은 도쿄도 분쿄구에 있는 철도역이다. 역 번호는 N 13이다.

## 역 구조
섬식 승강장 1면 2선의 지하역이며, 스크림도어가 설치되어 있다. 지상 출입구는 3곳 있다. 승강장과 개찰구 및 콩코스와 지상을 각각 연결하는 엘리베이터가 설치되어 있다.

### 승강장
| 1 | 난보쿠 선 | 고마고메・오지・아카바네이와부치・우라와미소노 방면                           |
| 2 | 난보쿠 선 | 나가타초・시로카네타카나와・메구로・히요시ㆍ신요코하마ㆍ에비나ㆍ쇼난다이 방면 |

## 역세권 정보
- 하쿠산역 - 도영 미타 선(250m 거리)
- 도요 대학 하쿠산 캠퍼스
- 고마자와 대학
- 고마고메 우체국
- 하쿠산 신사(神社)

## 역사
- 1996년 3월 26일: 영업 개시.

## 인접역
| 도쿄 메트로 7호선          | 도쿄 메트로 7호선 | 도쿄 메트로 7호선                  |
| -------------------------- | ----------------- | ---------------------------------- |
| N12 도다이마에 메구로 방면 | 난보쿠 선         | N14 고마고메 아카바네이와부치 방면 |